# Михаел Енде
Михаел Андреас Хелмут Енде  (на немски: Michael Andreas Helmuth Ende) е немски детски писател, прочут с произведенията си „Момо“ и „Приказка без край“, преведени на повече от 40 езика.

## Биография
Роден е на 12 ноември 1929 г. в град Гармиш-Партенкирхен.
Син е на художника сюрреалист Едгар Енде. Детството му преминава тежко, тъй като съвпада с Втората световна война. Учи в театрално училище, по-късно работата му е свързана с изкуството – бил е актьор, сценарист и драматург.
Първата си книга, „Джим Копчето и Лукас Машиниста“, завършва през 1958 г., но поради отказ от първия издател, на когото я изпраща, я публикува едва две години по-късно. Творбите му са преведени на десетки езици. Тайната на успеха му се крие в способността на Енде да създава странни, необичайни светове, разкриващи нови и неочаквани значения за хората и техния живот, както и в това, че читателят разпознава самия себе си в някои от героите.
От 1971 до 1985 г. живее в Италия, връща се в Германия, когато почива съпругата му, Ингеборг Хофман.
Изключително недоволен е от филмовата адаптация на „Приказка без край“ (реж. Волфганг Петерсен, 1985), неуспешно съди продукцията, за да заличи името му от субтитрите.
Умира на 65-годишна възраст от рак на стомаха.

## Произведения
- Jim Knopf und Lukas der Lokomotivführer (1960)
„Джим Копчето и Лукас Машиниста“
- Jim Knopf und die wilde Dreizehn (1962)
- Momo (1973) – „Момо“
- Das Traumfresserchen (1978)
- Die Unendliche Geschichte (1979)
„Приказка без край“
- Der Lindwurm und der Schmetterling oder Der seltsame Tausch (1981)
- Das Gauklermärchen (1982)
- Mein Lesebuch (1983)
- Der Spiegel im Spiegel (1983)
„Огледало в огледалото“
- Der satanarchäolügenialkohöllische Wunschpunsch (1989) „Сатанархеолъжалкохолистичният пунш на желанията“
- Das Gefängnis der Freiheit (1992)
- Der Rattenfänger (1993)
- Teddy und die Tiere (1993)

## Награди и отличия (подбор)
- 1961: „Немска награда за детско-юношеска литература“ für Jim Knopf und Lukas der Lokomotivführer
- 1967: „Награда Хуго Якоби“
- 1974: „Немска награда за детско-юношеска литература“ für Momo
- 1979: Buxtehuder Bulle für Die unendliche Geschichte
- 1980: „Голяма награда на Немската академия за детско-юношеска литература“
- 1980: Wilhelm-Hauff-Preis für Die unendliche Geschichte
- 1981: Internationaler Janusz-Korczak-Literaturpreis für Die unendliche Geschichte
- 1982: Lorenzo il Magnifico-Preis der Accademia Internazionale Medicea (AIM)
- 1983: Zilveren Griffel für Die unendliche Geschichte
- 1986: Bayerischer Poetentaler
- 1989: „Федерален орден за заслуги“
- 1990: „Цюрихска награда за детска книга“ für Der satanarchäolügenialkohöllische Wunschpunsch
- 1996: „Награда Курд Ласвиц“ für Der lange Weg nach Santa Cruz
- 2018: bisher sieben Mal Goldene Schallplatte und drei Mal Platin[2]